# ВАЗ-1119
ВАЗ-1119 — п'ятидверний хетчбек B-класу з сімейства Lada Kalina Волзького автозаводу, що випускається з кінця 2006 року.

## Характеристики

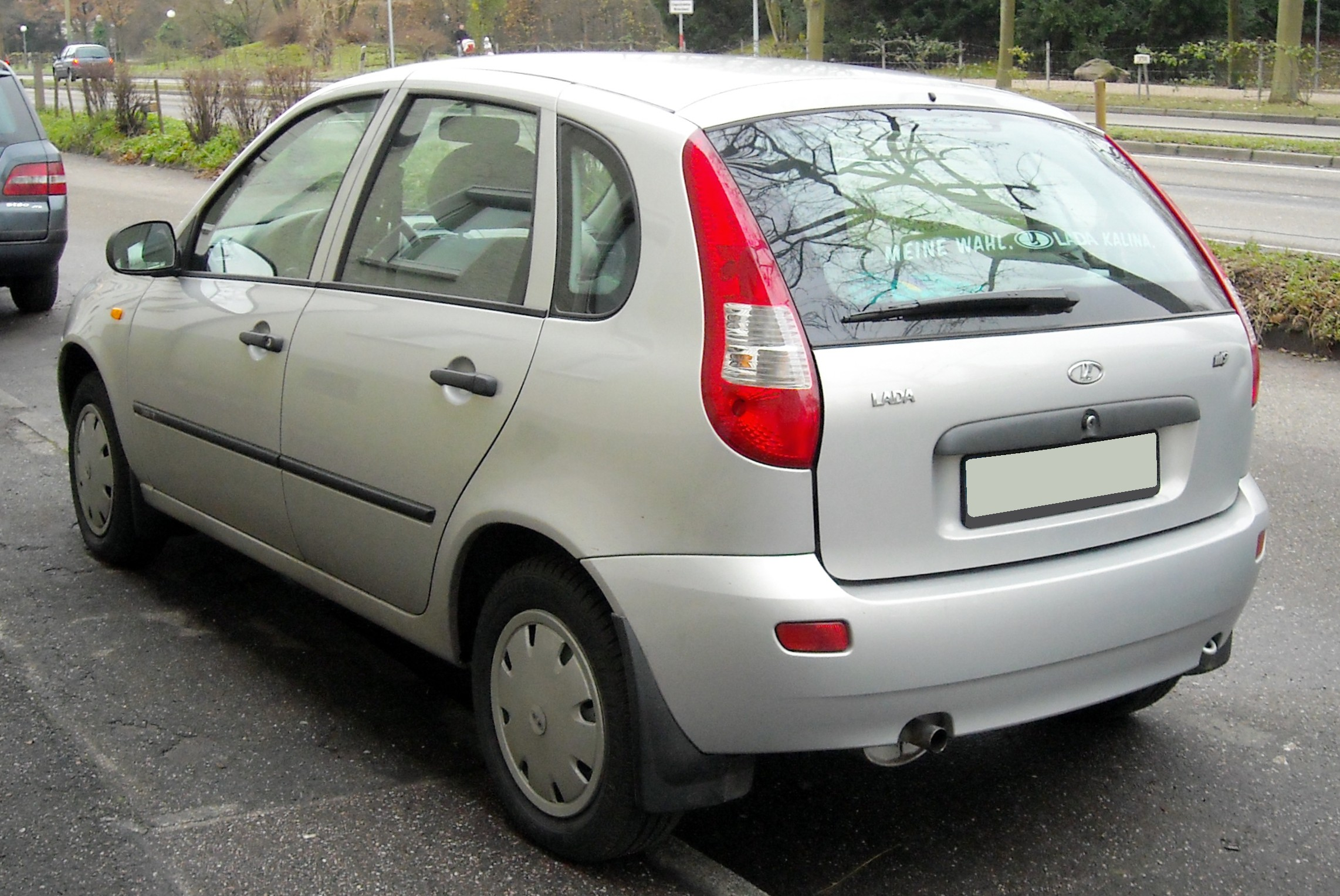
Lada Kalina (1119)

Двигуни оснащені системою електронного управління уприскуванням палива і запаленням. Конструкція кузова автомобіля відповідає сучасним вимогам безпеки за рахунок довжини, меншої, ніж у автомобілів сімейства Lada Samara, ВАЗ-1119 має кращу маневреність і більшою мірою пристосований до умов руху в міському середовищі. Залежно від комплектації, на автомобіль встановлюється антиблокувальна система гальм (АБС), подушки безпеки водія і переднього пасажира, кондиціонер, електропідсилювач керма.

## Модифікації
Lada Kalina хетчбек випускається в трьох виконаннях:
- 1,6 л 8-и клапанний двигун, що відповідає стандартам «Євро-3» (виконання «норма»)
- 1,4 л 16-и клапанний двигун, що відповідає стандартам «Євро-3» (виконання «норма» з елементами «люкс»)
- 1,6 л 16-и клапанний двигун, що відповідає стандартам «Євро-3» (виконання «люкс»). Випускається з 16 листопада 2009 року

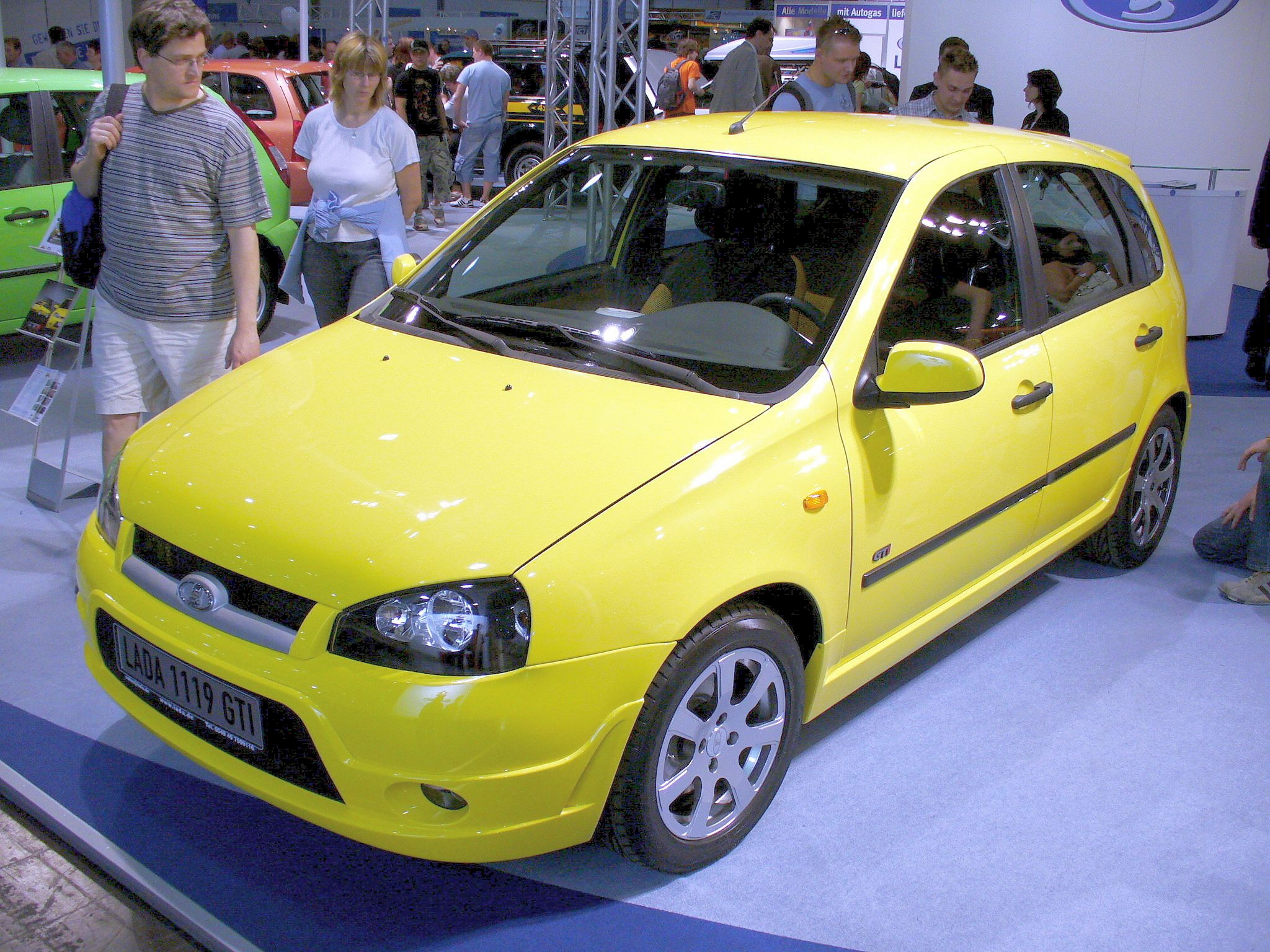
Lada Kalina GTI (1119)
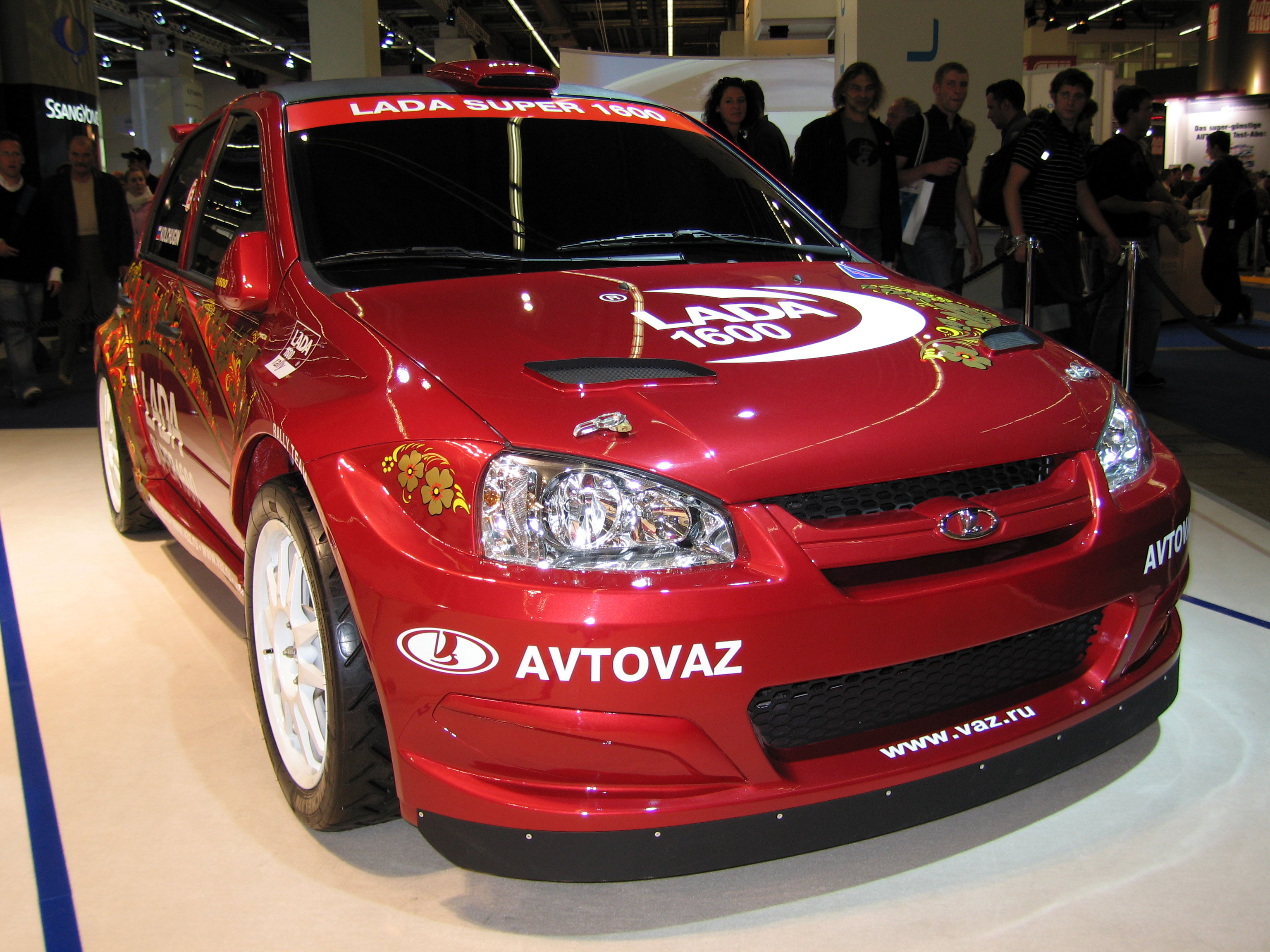
Lada Kalina на виставці IAA 2007
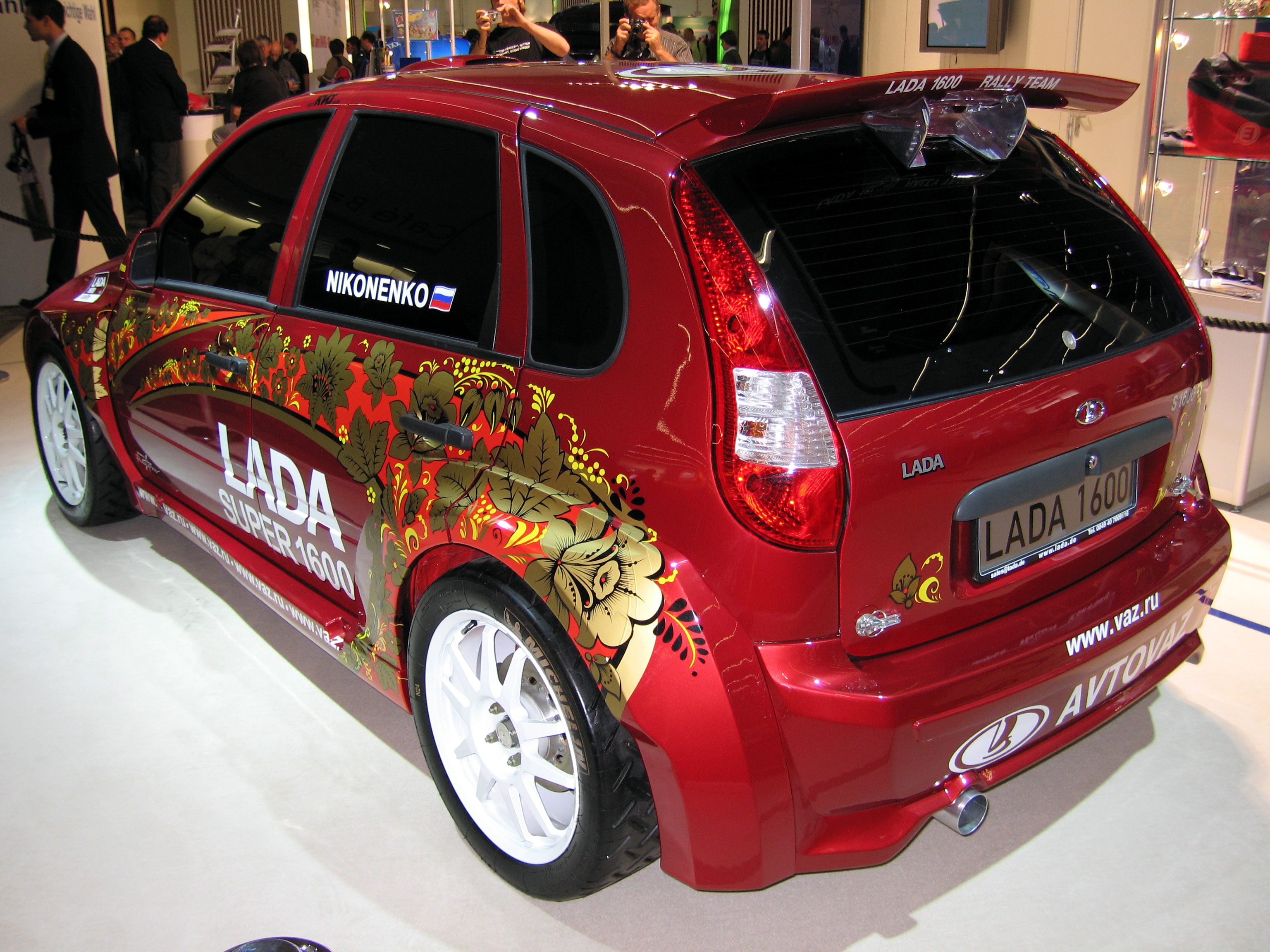
Lada Kalina на виставці IAA 2007

## Двигуни
| Індекс       | Модель двигуна     | Об'єм    | Клапани/ГРМ | Потужність при об/хв    | Крутний момент при об/хв | Роки випуску |
| ------------ | ------------------ | -------- | ----------- | ----------------------- | ------------------------ | ------------ |
| Бензинові Р4 |                    |          |             |                         |                          |              |
| 1.6 8V       | VAZ 21114-50/11183 | 1596 см³ | 8/SOHC      | 81 к.с. (59,5 кВт)/5200 | 120 Нм/3000              | з 2006       |
| 1.4 16V      | VAZ 11194          | 1390 см³ | 16/DOHC     | 89 к.с. (65,5 кВт)/5200 | 127 Нм/4200-4800         | з 2007       |
| 1,6 16V      | VAZ 21126          | 1596 см³ | 16/DOHC     | 98 к.с. (72 кВт)/5600   | 145 Нм/4000              | з 2008       |